# Planinska zebra
Planinska zebra (lat. Equus (Hippotigris) zebra) - ugrožena vrsta zebri porijeklom iz Angole, Namibije i Južnoafričke Republike. 
Postoje dvije podvrste: kapska planinska zebra (E. z. zebre) i Hartmannova planinska zebra (E. z. hartmannae). Poput svih zebra, prugasta je crno-bijelo. Svaka zebra ima svoje jedinstvene pruge. Pruge mogu biti i tamno smeđe i bijele. One pokrivaju cijelo tijelo osim trbuha. Odrasle planinske zebre imaju dužinu tijela od 2,1 - 2,7 m i rep dug 40-55 cm. Visina u ramenima kreće se 1,1 do 1,5 m. Teže 204-372 kg.
Groves i Bell otkrili su, da kapske planinske zebre imaju obrnuti spolni dimorfizam pa su ženke veće od mužjaka, dok kod Hartmannove planinske zebre je uobičajeno. Crne pruge kod Hartmannove planinske zebre su tanke s mnogo širim bijelim međuprostorom, a to je suprotno kod kapske planinske zebre.
Ove zebre mogu živjeti do tri dana bez vode za piće. 
Žive na obroncima planina, otvorenim travnjacima, šumama i područjima s dovoljno vegetacije.